# Борг-эль-Араб (аэропорт)
Международный аэропорт Борг-эль-Араб (ИАТА: HBE, ИКАО: HEBA) (араб. مطار برج العرب الدولي‎) — международный аэропорт Александрии, Египет. Он расположен примерно в 40 км к юго-западу от Александрии, в городке Борг-эль-Арабе (альтернативное написание: Борг-аль-Араб, Бурдж-аль-Араб или Бурдж-эль-Араб). Аэропорт также обслуживает близлежащие районы дельты Нила.

## История
В июне 2009 года были обнародованы планы правительства по расширению Александрии площадью 1,6 км2, расположенной к западу от старого города. Позже она стала известна как Новая Александрия. Планируется, что новый город будет связан с аэропортом Борг-эль-Араб кольцевой дорогой с расчетным временем в пути 25 минут. Президент открыл международный аэропорт Борг-эль-Араб как один из самых новых в серии аэропортов и развития старых с целью улучшения обслуживания. В связи с растущим спросом в аэропорту Борг-эль-Араб была значительно расширена пропускная способность по обработке пассажиров и грузов, в феврале 2010 года были открыты новые объекты.
Аэропорт может обслуживать 1,2 миллиона пассажиров в год, став адекватной заменой более крупному на тот момент аэропорту Эль-Нужа, который был закрыт летом 2010 года, в то время планировалось провести капитальный ремонт объектов этого аэропорта. Однако, из-за экономических проблем, поразивших страну после египетской революции 2011 года, реконструкция аэропорта Эль-Нужа была приостановлена, в результате чего Борг-эль-Араб остался единственным аэропортом, обслуживающим Александрию. По состоянию, на конец 2020 года нет планов завершить ремонт Эль-Нужи, в результате чего Борг-эль-Араб остаётся единственным действующим аэропортом города.

## Характеристики

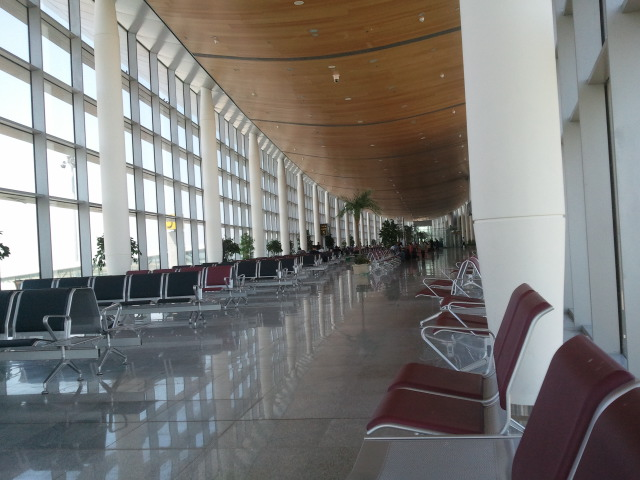
Зал вылета

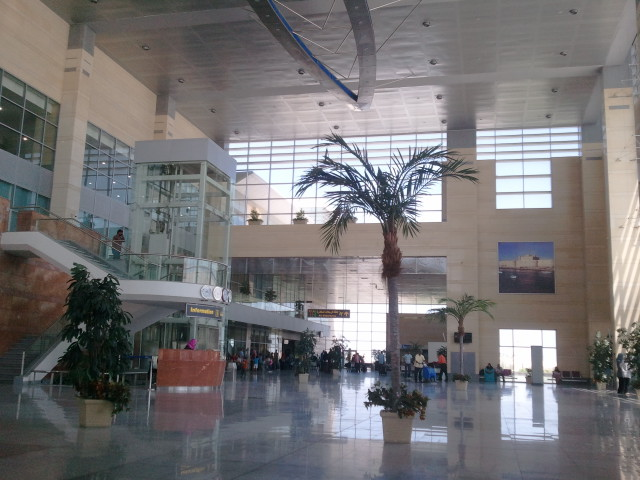
Зал регистрации

В феврале 2010 года был открыт новый терминал аэропорта, который состоял из нового пассажирского корпуса и административного здания. Пассажирский терминал выполнен в форме лодки и состоит из трех этажей.
- Первый этаж предназначен для регистрации и обработки багажа.
- Второй этаж предназначен для прибытия, как внутренних, так и международных, в дополнение к административным офисам и офисам авиакомпаний.
- Третий этаж предназначен для вылетов, как внутренних, так и международных, иммиграционных процедур и VIP-зала. Коммерческая деятельность распределена между тремя этажами.
- Четыре разводных телетрапа соединяют здание аэровокзала с воздушными судами.

В терминале есть магазин беспошлинной торговли, фуд-корт, зона, предназначенная для туристических агентств и других служб, связанных с поездками, пункт подачи топлива, диспетчерская вышка и пожарное депо, доступное для разрешения чрезвычайных ситуаций на месте. Парковка перед зданием рассчитана на 350 автомобилей.